# Jäger-Palette
Die Jäger-Palette, auch Löwenjagd-Palette (engl. Hunter´s palette oder Lion´s hunt palette) ist eine dekorierte Prunkpalette der Prädynastischen Zeit Ägyptens (um 3.100 v. Chr.).
Das Objekt ist nach der komplexen und kunstvoll ausgeführten Darstellung einer frühägyptischen Jagd benannt, doch bisher nicht eindeutig interpretiert. Es ist ein für die Jagdgeschichte und Menschheitsgeschichte relevantes Artefakt, das zu den frühesten Beispielen reliefgeschmückter Prunkpaletten dieses Stils gehört.

## Fundort und Datierung
Nach Angabe des British Museum wurde die Palette in Tell el-Amarna gefunden. Zwei Fragmente besitzt heute das British Museum in London, ein drittes der Louvre in Paris.
Das Artefakt wird einvernehmlich in die Naqada III–Epoche (ausgehende prädynastische Zeit Ägyptens, um 3.100 v. Chr.) datiert.

## Beschreibung

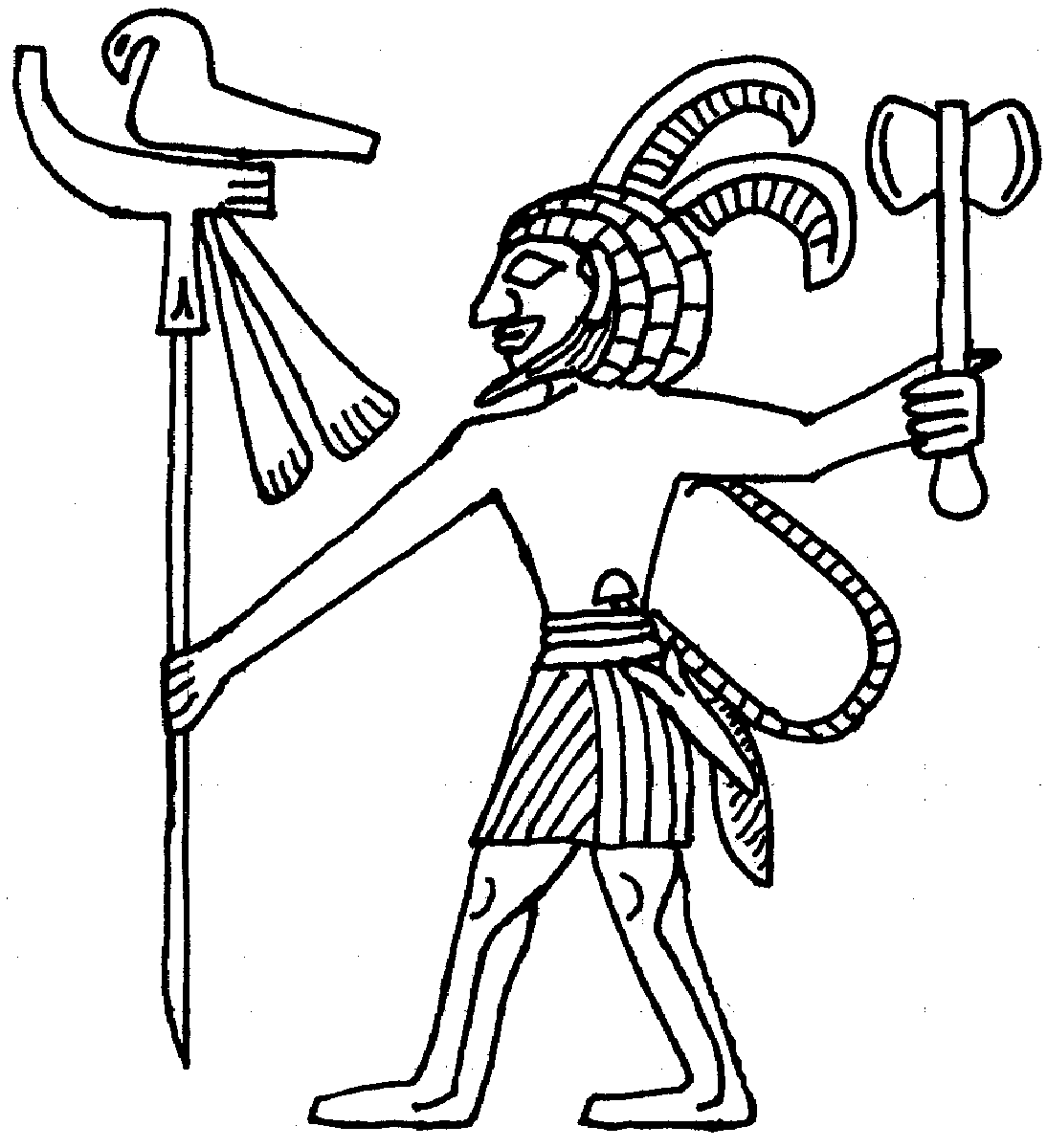
Jäger mit Ja´at-Standarte und doppelklingiger Axt (Detail, in der Fotomontage rechts unten, kopfstehend.)

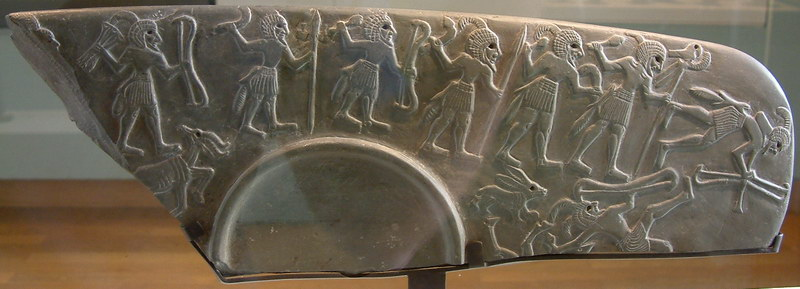
Acht Jäger mit verschiedenen Waffen und Ja´at-Standarte; Fragment, Louvre

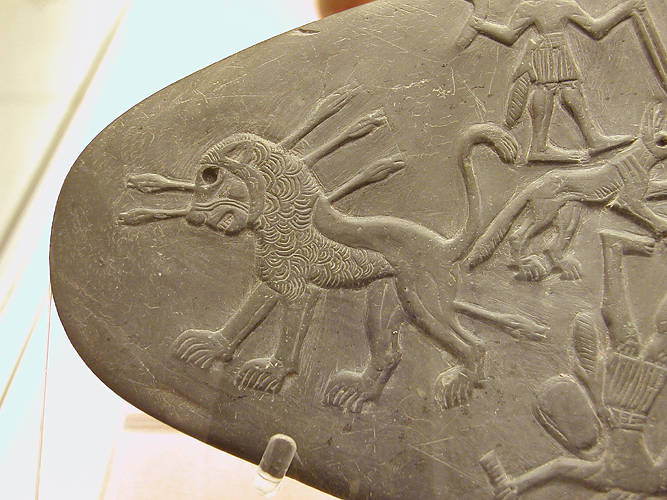
Von Pfeilen getroffener Löwe (Detail, im Gesamtbild links.)

Die Jäger-Palette besteht aus Grauwacke, misst insgesamt 66,8 × 25,7 cm und läuft nach einer Seite hin konisch zu.

### Oberseite
Die Oberseite der Palette wird von einer kreisrunden Vertiefung mit deutlich erhobenem Saum dominiert. Deren praktischer Zweck ist nicht eindeutig geklärt, angenommen jedoch wird meistens, dass sie für Schminke oder Salböl bestimmt war. Um die Vertiefung herum ist ein komplexes Reliefdekor angeordnet. Dieses zeigt eine Gruppe von Jägern, gekleidet in Roben, und mit Gürteln geschmückt, an welche Tierschwänze geheftet sind. Ihre Haartracht (Spitzbärte und eine den heutigen Dreadlocks ähnliche Frisur) weist sie als Nubier aus. In ihren Haaren stecken Straußenfedern. An Waffen führen sie Wurfholz, doppelklingige Axt, Speer, Pfeil und Bogen, birnenköpfige Prunkkeulen und Lassos. Einige der Jäger tragen kleine Schilde oder Proviantbeutel mit sich. Dargestellt wird die Jagd auf Wüstentiere wie Löwen, Gazellen, Hasen und Strauße. Die Jägerfiguren sind entlang des Randes der Palette aufgereiht, während der Großteil der Tiere nahe der Bildmitte dargestellt wird. Beide Gruppen tragen Standarten mit denselben Totemtieren. In die Jagd greifen auch drei Caniden ein. Unklar ist, ob es sich um Jagdhunde handelt, welche die Beute den Jägern zutreiben, oder um Schakale, die zufällig in die Jagdszenerie geraten und selbst Jagdbeute sind. An der Spitze der Palette ist ein Schrein mit Kuppeldach zu sehen, rechts davon ein zweiköpfiger Bulle. Gegenüber liegt ein durch Pfeile getöteter zweiter Löwe.

### Unterseite
Die Unterseite der Palette ist schmucklos, und es gibt auch keine Anzeichen, dass dort eine Dekoration vorgesehen war.

## Interpretationen
Das Bildprogramm der Jäger-Palette wirft die Frage auf, ob es sich um die Darstellung eines historischen Ereignisses handelt oder um den Ausdruck einer Mythologie. Beatrix Midant-Reynes betont unter Berufung auf die Arbeiten von Roland Tefnin das bildliche Arrangement einer frühdynastischen Jagd, verglichen mit ähnlichen Darstellungen, beispielsweise in dem „Bemalten Grab“ in Hierakonpolis oder auf der sogenannten Zwei-Hunde-Palette.
Whitney Davis hingegen meint, für eine Jagd als gesellschaftliches Ereignis seien auffällig viele kultische Elemente enthalten, beispielsweise die Götterstandarten und der Schrein/Tempel. Davis sieht im Bildprogramm eine erste Version später populär werdender, symbolischer Darstellungen vom Triumph des Menschen über die Natur: Der Löwe repräsentiert die Gewalt, die fliehenden Tiere das Chaos und die Jäger die vom Menschen gewählte und geschaffene Ordnung (ägypt. Maat).
Auch Nicolas-Christophe Grimal sieht in der Szenerie den bildhaft umgesetzten Wunsch nach Beherrschung der Naturgewalten zwecks Erhaltung der menschengeschaffenen Weltordnung. Den zweiköpfigen Bullen vergleicht er mit den zwei Kuhgesichtern auf der Narmer-Palette und sieht ihn als Piktogramm für die Göttin Bat.